# 16193 Nickaiser
16193 Nickaiser (2000 AV207) là một tiểu hành tinh vành đai chính được phát hiện ngày 4 tháng 1 năm 2000 bởi Spacewatch ở Kitt Peak.